# 一条公藤
一条 公藤 （いちじょう きんふじ）は、鎌倉時代前期から中期にかけての公卿。権大納言・一条実有の次男。官位は正二位・権大納言。清水谷家2代。

## 経歴
建長6年（1254年）従三位・非参議に任ぜられ、公卿に列する。康元元年（1256年）正三位、正嘉2年（1258年）従二位、正元2年（1260年）参議、弘長2年（1262年）正二位と昇進を続け、文永2年（1265年）中納言、文永5年（1268年）権大納言・皇后宮大夫に任じられる。文永10年（1273年）権大納言を辞した後は散位となり、弘安4年（1281年）出家。同年5月21日に薨去。享年47。

## 官歴
『公卿補任』による
- 建長6年（1254年） 12月7日：従三位、非参議
- 康元元年（1256年） 12月13日：正三位
- 正嘉2年（1258年） 12月14日：従二位
- 正元2年（1260年） 3月2日：参議、左近衛中将
- 弘長2年（1262年） 正月5日：正二位。正月19日：兼播磨権守
- 文永2年（1265年） 閏4月25日：権中納言。10月5日：転中納言
- 文永5年（1268年） 正月29日：権大納言。8月24日：兼皇后宮大夫
- 文永9年（1272年） 8月9日：止皇后宮大夫
- 文永10年（1273年） 12月8日：辞権大納言
- 弘安4年（1281年） 4月28日：出家。5月21日：薨去（享年47）

## 系譜
- 父：一条実有
- 母：北条義時の娘[1]
- 妻：家女房[1]
  - 男子：一条実連[1]（?-1301）
- 生母不明の子女
  - 男子：一条実嗣 - 早世[2]
  - 男子：実昌 - 延暦寺法印権大僧都[2]
  - 女子：後宇多院女房[2]